# Hussein Fatal
Bruce Edward Washington Jr, mais conhecido pelo nome artístico Hussein Fatal (Montclair, 3 de abril de 1973 – Condado de Banks, 10 de julho de 2015), foi um rapper estadunidense,  membro do grupo Outlawz.

## Biografia
Nasceu em 3 de abril de 1973, nos Estados Unidos. Filho de Bruce Edward Washington, Sr. e Cheryl Perkins. 
Começou a carreira de rapper em 1993. Em 1995, Hussien conheceu Tupac Shakur, Yaki Kadafi e Big Syke; desde então, se tornou membro da Outlawz. Após a morte de Tupac e Kadafi em 1996, Fatal saiu do grupo e do rap em 2006. Meses depois, Fatal retornou com carreira solo.

## Morte
Hussein Fatal morreu em 10 de julho de 2015, aos 42 anos de idade, vitíma de acidente rodoviário. O rapper havia feito um show em Condado de Banks, quando ao retornar teve seu carro atingido por outro. Ele foi socorrido, mas morreu a caminho do hospital. Hussein Fatal foi sepultado no Nova Jersey Memorial Garden Cemetery, cinco dias depois.
Após a morte de Hussein, Big Syke fez uma música de tributo chamada "Peace, Hussein". Big Syke morreu em 5 de dezembro de 2016, um ano depois da morte de Hussein Fatal.

## Grupo
Outlawz (de 1995 a 2006)